# Öltestpapier
Öltestpapier ist ein Indikatorpapier zum Nachweis von 
Kohlenwasserstoffen wie Petrolether, Benzin, Heiz-, 
Schmier-, Mineral- und Erdöl in Wasser oder Erdreich. Die Teststreifen bestehen hauptsächlich aus mikrokristalliner Cellulose. Die Funktionsweise basiert auf der Benetzung des Papiers und der Cellulose mit dem Öl, wodurch es zu einem optisch homogenen und damit durchsichtigen Bereich aufgrund des ähnlichen Brechungsindexes der beiden Stoffe kommt, wodurch der tiefblaue Papieruntergrund sichtbar wird.

## Anwendung
Da Öl auf der Wasseroberfläche schwimmt, sollte das Papier an dessen Oberfläche gehalten und nicht eingetaucht werden. Ist Öl vorhanden, so verfärbt sich das Testpapier tiefblau. Eine Bodenprobe wird getestet, indem der Teststreifen gegen die Probe gepresst und mit klarem Wasser abgespült wird. Für die meisten pflanzlichen und synthetischen Öle ist das Öltestpapier ungeeignet.